# 賽馬會萬鈞毅智書院
賽馬會萬鈞毅智書院（英語：Jockey Club Man Kwan EduYoung College）為香港元朗區一所津貼中學，位於天水圍新市鎮，於1999年創辦。

## 歷史
於1990年代初，伯裘書院經營人譚萬鈞打算再開辦多一所津貼中學，遂於1991年創立「毅智教育學會」，並於1994年先行開辦「毅智持續教育書院」（下稱「夜中學部」）。至1998年8月，此校獲分配現址校舍。1999年7月20日，校舍正式交付，且如期於同年9月開辦，而夜中學部亦隨即併入。
由於此校獲香港賽馬會慈善信託基金捐出籌辦資金，因而冠名為「賽馬會毅智書院」。
2000年5月19日，此校舉行揭幕禮，由賽馬會慈善及公司事務總監游寶榮主禮。
至2009年12月，此校與另外兩間關連中學，均收歸「萬鈞教育機構」統一管理，至2020年再連同所有屬校（包括夜中學部）改為現名。

## 校舍
此校佔地6,150平方米，為一座1995年版中學靈活式校舍，設有26間課室及各種特別室。
校舍工程綑綁於天頌苑一期合約內，由耀榮建築有限公司承建，於1997年展開上蓋工程，至1999年先期完工交付。

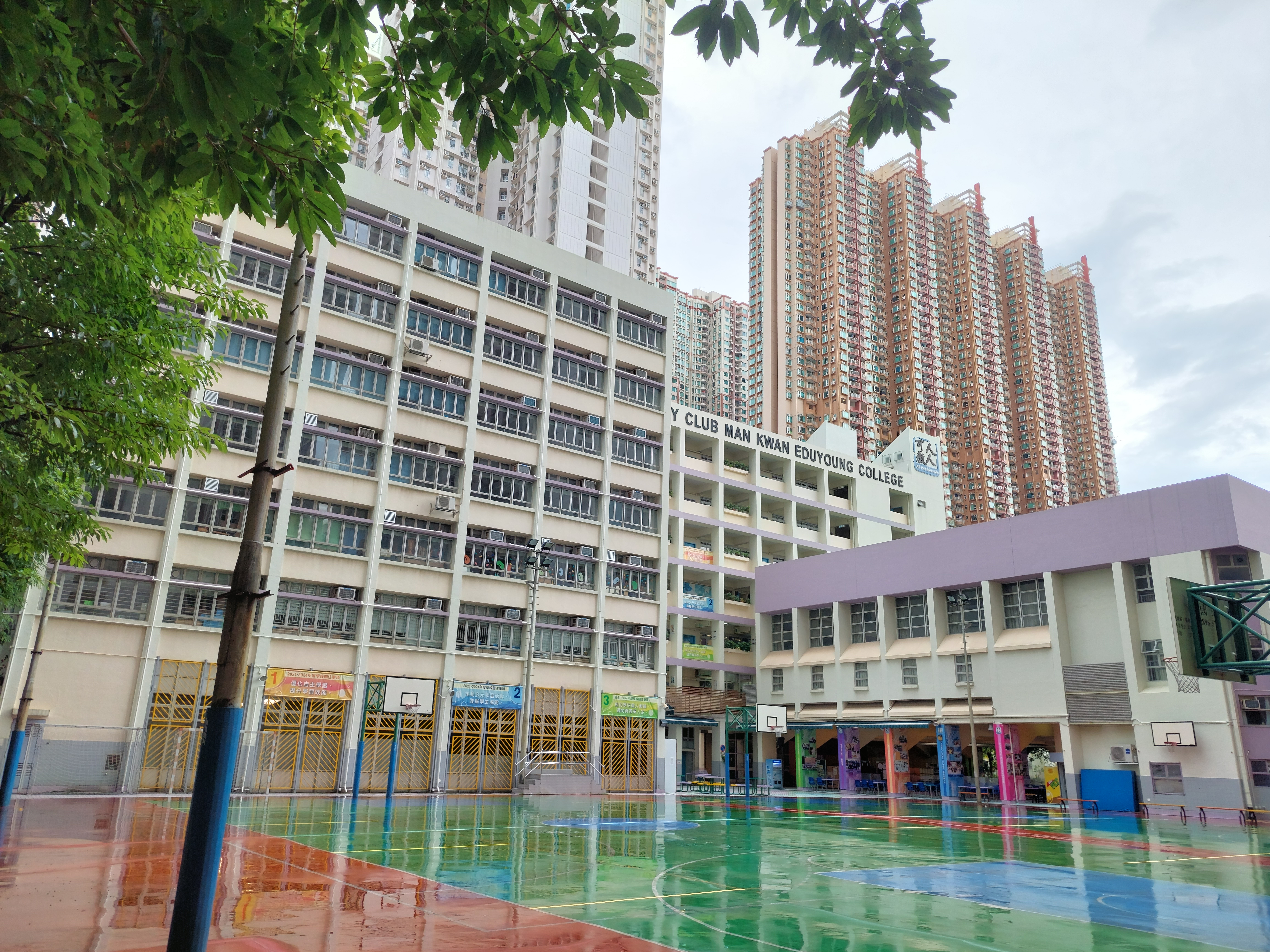
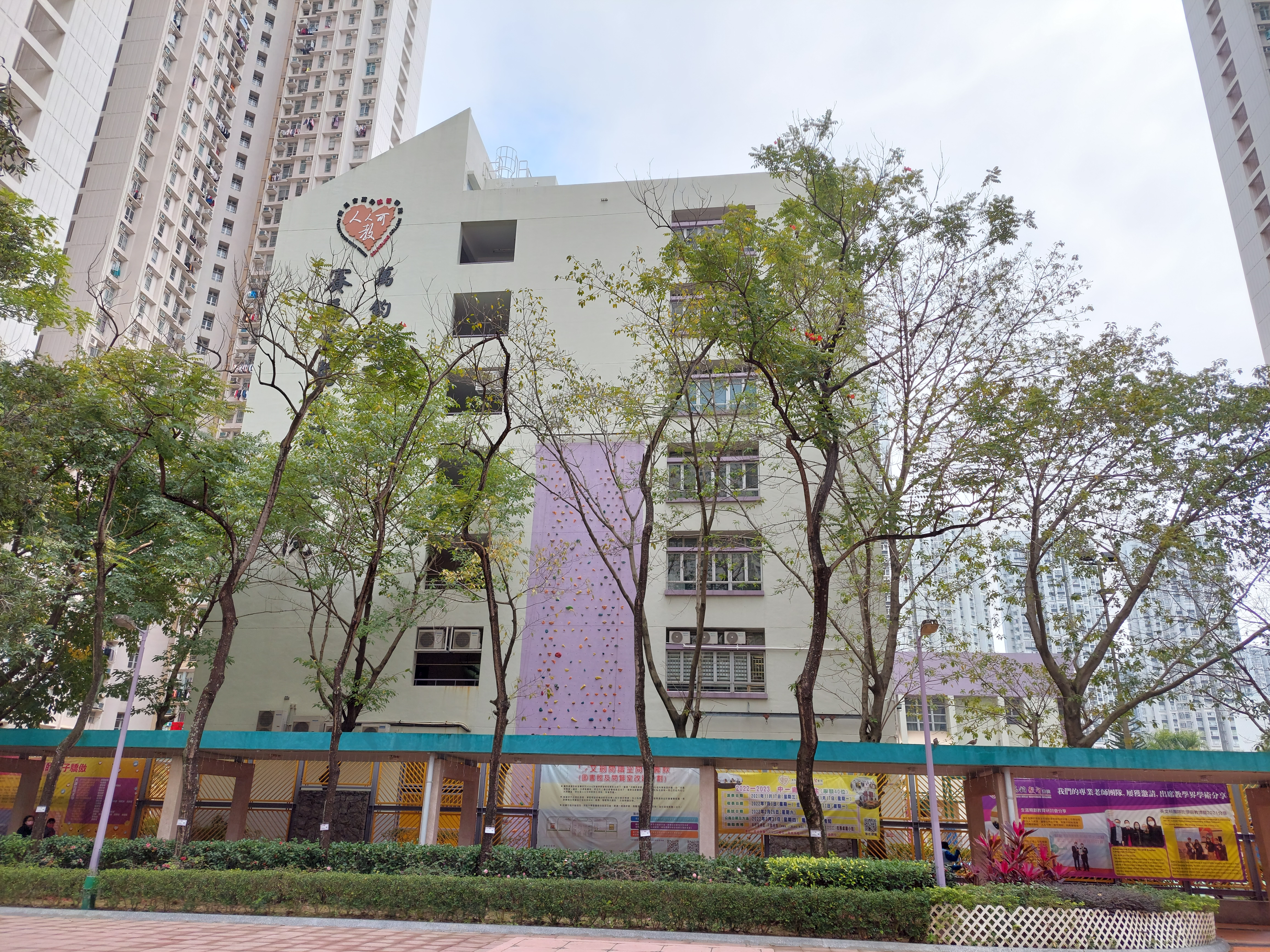
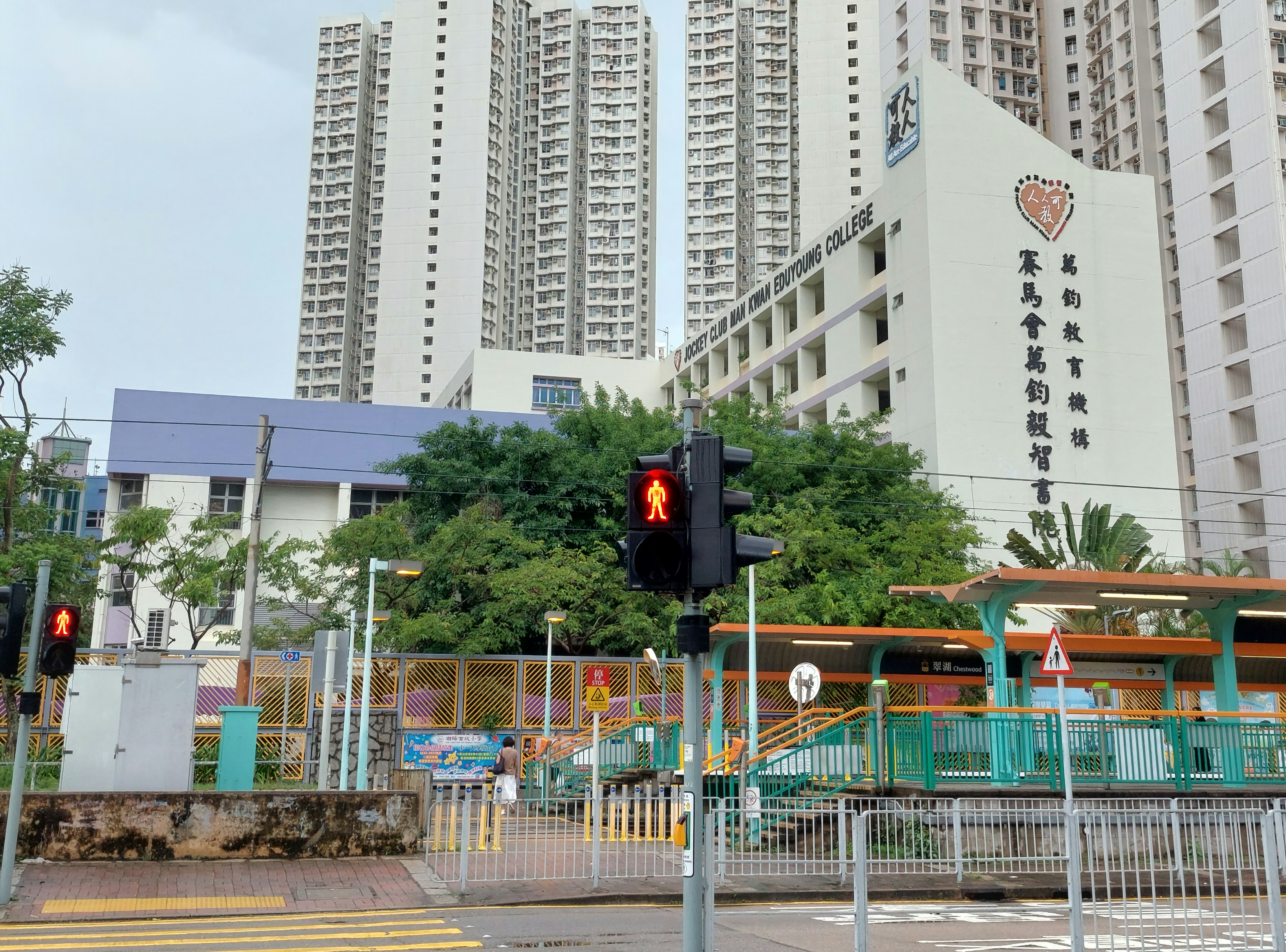

## 歷任管治人員

### 校監
- 譚萬鈞教授（1999年起，現任校監，同時為此校創始人）

### 校長
- 譚華漢先生（1999年-2010年，創校校長[12]）
- 雷志康先生（2010年-2023年）
- 田盈盈女士（2023年履新，現任校長）

## 事件
- 2012年8月，網絡紅人劉馬車疑因求愛不遂，於其YouTube頻道上載影片，並於片中聲稱要殺害此校所有師生，被警方以「刑事恐嚇罪」拘捕[13]。

## 註解
1. ↑  2021/22年度，不包括夜中學部[1]
2. ↑  2021/22年度，不包括夜中學部[2]

## 外部連結
- 賽馬會萬鈞毅智書院官方網站

22°27′37″N 113°59′57″E / 22.46033°N 113.999258°E